# Асаране-Бурун
Асаране-Бурун — развалины средневекового укреплённого поселения X—XIII века, расположенные на вершине одноимённой горы, в 4,5 км к северо-западу от Широкое, на левом берегу реки Чёрная.

## Описание
Укрепление располагается на вершине горы, вытянувшись с запада на восток. Южный и восточный склоны обрывисты, высота обрывов 3—5 м, северный более пологий. Стены крепости (толщиной 1,5—2,3 м, сохранились в высоту до 2,2—2,5 м) сложены из разномерного бута насухо, площадь укрепления около 3,2 гектара. Стены были устроены по всему периметру, длиной около 1500 м, башен не имелось, в крепость вело четыре входа: с востока, юго-востока, юго-запада и запада — к нему (с воротами шириной 2,3 м) шла колёсная дорога шириной 2,5—3 м, остальные входы представляли собой небольшие калитки в 1,4 м, для людей и вьючных животных. Внутри крепости повсюду видны следы построек и подрубленых площадок для них — одно и двухкомнатных зданий, всего более 100 домов. Строительство этого, как и многих других укреплений в XIII веке, историки связывают с татаро-монгольскими вторжениями в Крым (начиная с 1223 года), сельджукской экспансией и переходом горного Крыма в зону влияния Трапезундскаой империи.
Первым из историков обратил внимание на крепость Василий Кондараки в 1867 году, но в дальнейшем крепость не изучалась и не раскапывалась.
Существует версия, что Асаране-Бурун входил в вотчину княжества Феодоро.